# It's Not Me, It's You
It's Not Me, It's You je drugi studijski album britanske kantautorice Lily Allen. Objavljen je 9. veljače 2009. u Ujedinjenom Kraljestvu pod izdavačkom kućom Regal Records, a dan kasnije u SAD-u pod izdavačkom kućom Capitol Records.

## O albumu
It's Not Me, It's You je album Lily Allen kojim je odlučila ići u novom smjeru sa svojom glazbom.
 U travnju 2009. godine je za Teen Vouge izjavila
Album je prodan u više od milijun primjeraka te je platinasto nagrađen, a samo u prvom tjednu prodaje u Ujedinjenom Kraljvstvu prodan je u više od 150,000 primjeraka te je odmah skočio na broj jedan.

### Myspace demopjesme
Neko vrijeme prije izdavanja albuma Lily je na svoju Myspace stranicu postavila mnoštvo demosnimaka. Već 20. ožujka 2008. objavila je dvije demosnimke: "I Could Say" te "I Don't Know" koja je kasnije preimenovana u "The Fear" te je objavljena kao prvi singl s albuma. Treća objavljena pjesma je "Guess Who Batman" kasnije preimenovana u "Get With the Brogram" i konačno se pojavila pod imenom "GWB". G W B iz sva tri naslova su ujedno i prva tri slova bivšeg američkog predsjednika Georgea W. Busha.  Na albumu se pjesma pojavljuje pod imenom "Fuck You" (te internacijonalna verzija "F*** You"). 2. veljače 2009. Lily je postavila 12 pjesama s albuma na svoju My Space stranicu.

## Singlovi

### The Fear
"The Fear" prvi singl s albuma objavljen je sredinom siječnja 2009. Pjesma je postala njen najuspješniji singl i njen drugi broj jedan u Ujedinjenom Kraljestvu.

### Not Fair
Drugi singl, "Not Fair" objavljen je 20. ožujka kao digitalni download. Singl se može također smatrati hitom uzme li se u obzir visoko 5. mjesto u Engleskoj te srebrna certifikacija. "Not Fair" je njena najuspješnija pjesma u Irskoj, Australiji te Italiji.

### Fuck You
"Fuck You" treći singl se albuma (u nekim dijelovima svijeta drugi singl) objavljen je 20. travnja. Pjesma je poznata po svojoj kontroverznosti (prva tri slova originalnog naziva su ujedno i prva tri slova bivšeg američkog predsjednika Georgea W. Busha.

### 22
"22" je potvrđena kao četvrti singl s albuma, a objavljen je tijekom ljeta 2009. godine.

### Who'd Have Known
Singl "Who'd Have Known" je objavljen krajem studenog 2009.

## Popis pjesama
1. "Everyone's at It"
2. "The Fear"
3. "Not Fair"
4. "22"
5. "I Could Say"
6. "Back to the Start"
7. "Never Gonna Happen"
8. "Fuck You"
9. "Who'd Have Known"
10. "Chinese"
11. "Him"
12. "He Wasn't There"

### Bonus pjesme

#### Japansko izdanje
13. "Kabul Shit"
14. "Fag Hag"
15. "The Fear" (video spot)

#### iTunes izdanje
13. "The Fear" (Akustična verzija)
14. "He Wasn't There (Akustična verzija)

#### Engleska verzija
13. "Who'd Have Known (Akustična verzija)

## Top liste
| Top liste (2009.)   | Najviša pozicija |
| ------------------- | ---------------- |
| Australija          | 1                |
| Austrija            | 21               |
| Belgija (Flandrija) | 5                |
| Belgija (Valonija)  | 22               |
| Brazil              | 5                |
| Kanada              | 1                |
| Hrvatska            | 14               |
| Češka               | 11               |
| Nizozemska          | 25               |
| Estonija            | 8                |
| Europa              | 2                |
| Finska              | 14               |
| Francuska           | 11               |
| Njemačka            | 17               |
| Grčka               | 11               |
| Irska               | 3                |
| Italija             | 77               |
| Japan               | 27               |
| Meksiko             | 50               |
| Novi Zeland         | 9                |
| Norveška            | 28               |
| Španjolska          | 93               |
| Švedska             | 14               |
| Švicarska           | 6                |
| UK                  | 1                |
| SAD                 | 5                |

## Certifikacije
| Država                 | Certifikacija | Prodano primjeraka |
| ---------------------- | ------------- | ------------------ |
| Australija             | 2x platinasta | 140,000            |
| Irska                  | platinasta    | 15,000             |
| Ujedinjeno Kraljevstvo | platinasta    | 454,000            |
| SAD                    |               | 204,471            |